# Christian Wilhelm Fabritius
Christian Wilhelm Fabritius var en svensk bildhuggare och konterfejare verksam under 1600-talets slut.
Fabritius var från 1696 gift med Margareta Henriksdotter. Bland Fabritius arbeten märks dekorationsmålningar i Malmbäcks kyrka utförda 1696-1698 samt diverse målningsarbeten i kyrkor och kapell i Jönköping med omnejd.